# Kuta Trieng (Peulimbang)
Kuta Trieng is een bestuurslaag in het regentschap Bireuen van de provincie Atjeh, Indonesië. Kuta Trieng telt 316 inwoners (volkstelling 2010).